# 카탈레이스
카탈레이스(catalase)는 과산화 수소를 물과 산소로 분해하는 효소이다. 그리고 카탈레이스는 인체의 조직과 세포를 공격하고 산화시켜 세포노화를 촉진시키는 활성산소를 분해하며 그 찌꺼기를 해독시키는 작용을 한다.
2 H2O2 → 2 H2O + O2
카탈레이스는 아래와 같이 반응하는 과산화효소(peroxidase)와는 다르다.
{\displaystyle {\ce {{ROOR'}+\overbrace {2e^{-}} ^{electron\ donor}+2H+->[{\ce {Peroxidase}}]{ROH}+R'OH}}}
H2O2 + 2 H+ + 2 e- → 2 H2O

## 같이 보기
- 산소내성 혐기성 미생물(aerotolerant anaerobe)
- 초과산화물 불균등화효소(superoxide dismutase)